# 마르빈 히츠
마르빈 히츠(독일어: Marwin Hitz, 1987년 9월 18일 ~ )는 스위스의 축구 선수로 포지션은 골키퍼이다. 현재 스위스 슈퍼리그의 FC 바젤에서 활약하고 있다.

## 경력
2015년 2월 22일(한국시간) 레버쿠젠과의 경기에서 후반 추가시간에 동점골을 넣어 경기의 영웅이 되었다.

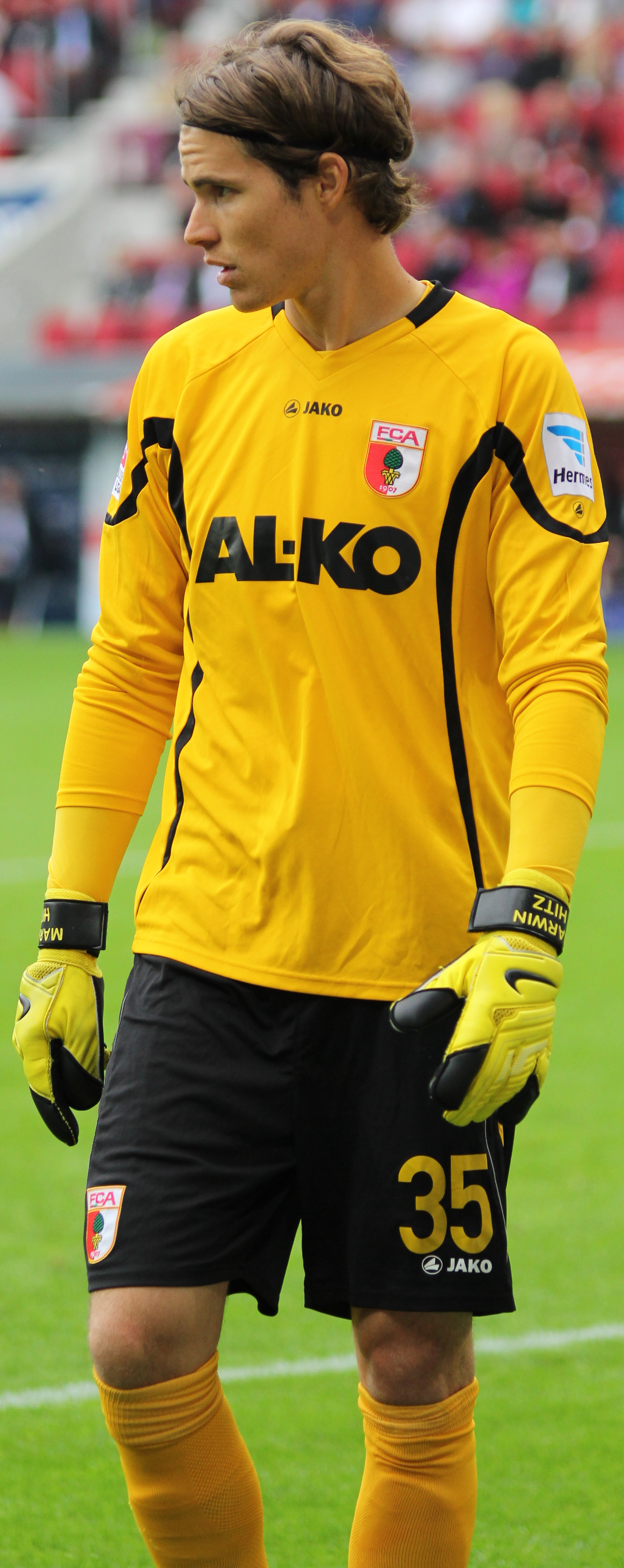
FC 아우크스부르크 소속 시절의 히츠(2013년)

## 수상
- 분데스리가: 2008-09